# Fenetilina
Fenetilina (ou cloridrato de fenetilina) é uma anfetamina, droga psicoestimulante, conhecida pelos nomes comerciais de Captagon, Biocapton e Fitton
Com uso comercial proibido desde a década de 1980, a substância também conhecida como cloridrato de fenetilina' ganhou notoriedade como a "droga dos jihadistas" em 2015, após a exibição de documentário pela emissora britânica BBC onde mostra seu uso e tráfico pelos insurgentes do Estado Islâmico (ISIS), na Síria.

## Histórico
Sua produção comercial teve início em 1963 com o nome comercial de Captagon, para o tratamento de narcolepsia e depressão mas, dado seu alto potencial viciante, foi proibida.
Em 2010 o Escritório das Nações Unidas sobre Drogas e Crime reportou que o uso e tráfico da substância havia aumentado, sobretudo nos países do Oriente Médio.
Em 20 de novembro de 2015 o Ministério do Interior da Turquia divulgou que o país efetuara uma apreensão de quase 11 milhões de unidades da droga, traficada em cápsulas onde a fenetilina é consorciada à cafeína.

## "A Droga da Guerra da Síria"
Em setembro de 2015, seguindo o que já antes fizera a emissora franco-alemã Arte em maio deste ano, a BBC exibiu o documentário A Droga da Guerra da Síria, onde entrevistava ex-combatentes do ISIS e mostrava o crescimento de seu consumo e produção na Síria, país que anteriormente era conhecido apenas como passagem das drogas produzidas ou traficadas na Europa e Líbano.
A reportagem da emissora inglesa diz que também os grupos rebeldes Al-Nusra e Exército Livre da Síria também fazem largo uso do Captagon, procurando assim aumentar o estado de alerta, a coragem e, até, o desempenho sexual – além de ser um meio de financiarem a compra de armas e suas operações militares.